# Judo na Igrzyskach Ameryki Południowej 2010
Turniej judo na igrzyskach Ameryki Południowej odbył się w dniach 19-22 marca 2010 w Medellín.

## Klasyfikacja medalowa
Gospodarz zawodów został zaznaczony kolorem.
| Miejsce | Państwo   |    |    |    | Razem |
| ------- | --------- | -- | -- | -- | ----- |
| 1       | Brazylia  | 6  | 6  | 7  | 19    |
| 2       | Wenezuela | 5  | 4  | 10 | 19    |
| 3       | Kolumbia  | 4  | 4  | 8  | 16    |
| 4       | Argentyna | 4  | 2  | 8  | 14    |
| 5       | Peru      | 2  | 1  | 2  | 5     |
| 6       | Ekwador   | 1  | 3  | 6  | 10    |
| 7       | Chile     | 0  | 1  | 1  | 2     |
| 8       | Urugwaj   | 0  | 1  | 0  | 1     |
| Razem   | Razem     | 22 | 22 | 42 | 86    |

## Medaliści

### Mężczyźni
| Konkurencja:   | Złoto: | Srebro: | Brąz: |
| −55kg          | Armando Maita | Cristian Toala | Andrés Betancourt Juan Pablo Vital |
| −60kg          | Juan Miguel Acuña | José Ernesto Cano | John Jairo Vargas Javier Guédez |
| −66kg          | Ricardo Valderrama | Luiz Revite | Alejandro Zúñiga Flavio Ormaza |
| −73kg          | Alejandro Clara | Pablo Azzi | Antonio Rivas Bruno Mendonça |
| −81kg          | Germán Correa | Mervin Rodríguez | Emmanuel Lucenti Rodrigo Luna |
| −90kg          | Diego Rosati | José Camacho | Oscar Rey Eduardo Santos |
| −100kg         | Leonardo Leite | Camilo Avila | Anthoni Peña Cristian Schmidt |
| Ponad 100kg    | Rafael Silva | Ítalo Córdova | Luis Carvajal Orlando Baccino |
| Open           | Rafael Silva | Germán Correa | Anthoni Peña Orlando Baccino |
| Nague No Kata  | Glatenferd Escobar Luis Gabriel Cuartas | Rioiti Uchida Luis Santos                                                                                               | Medardo Duarte Javier Rivero Johnny Martin Ramirez Luis Jaime Romero |
| Katame No Kata | Rioiti Uchida Luis Santos | Glatenferd Escobar Luis Gabriel Cuartas                                                                                 | Medardo Duarte Javier Rivero Ariel Sorati Juan Pablo Vital |
| Drużynowo      | Wenezuela · Anthoni Peña · José Camacho · Mervin Rodríguez · Javier Guédez · Ricardo Valderrama · Armando Maita · Fabián González · Antonio Rivas | Brazylia · Rafael Silva · Ricardo Ayres · Eduardo Santos · Leonardo Leite · Rodrigo Luna · Bruno Mendonça · Luiz Revite | Argentyna · Emmanuel Lucenti · Jorge David Peralta · Orlando Baccino · Diego Rosati · Miguel Albarracín · Alejandro Clara · Juan Pablo Vital · Cristian Schmidt · Kolumbia · Derian Giraldo · Camilo Edilfonso Avila · Luis Ignacio Carvajal · Oscar Eduardo Rey · Andrés Betancourt · Samuel Aristizábal · John Jairo Vargas · Mario Antonio Velasquez |

### Kobiety
| Konkurencja: | Złoto: | Srebro: | Brąz: |
| −44kg        | Yelitza Morillo | Steffany Garatejo | Catiere Toledo Mónica Heredia |
| −48kg        | Paula Pareto | Daniela Polzin | Liliana Coloma Luz Álvarez |
| −52kg        | Andressa Fernandes | Wisneiby Machado | Yulieth Sánchez Oritia González |
| −57kg        | Ketleyn Quadros | Melissa Rodríguez | Diana Villavicencio Yadinis Amarís |
| −63kg        | Diana Velasco | Mariana López | Ysis Barreto Laísa Santana |
| −70kg        | Yuri Alvear | Vanessa Chalá | María Rojas Gláucia Lima |
| −78kg        | Lorena Briceño | Anny Cortez | Diana Chalá Keivi Pinto |
| Ponad 78kg   | Carmen Chalá | Giovanna Blanco | Priscila Silva |
| Open         | Giovanna Blanco | Steffani Lupetti | Carmen Chalá |
| Drużynowo    | Kolumbia · Steffany Garatejo · Yuri Alvear · Yadinis Amarís · Yulieth Sanchéz · Luz Álvarez · Diana Velasco · Anny Cortés | Brazylia · Steffani Lupetti · Daniela Polzin · Priscila Silva · Catiere Toledo · Ketleyn Quadros · Laísa Santana · Andressa Fernandes · Gláucia Lima | Ekwador · Diana Villavicencio · Mónica Heredia · Joselin Plaza Guiracocha · Vanessa Chalá · Diana Cobos · Diana Chalá · Carmen Chalá · Wenezuela · Keivi Pinto · Luciana Castillo · Yelitza Morillo · Anriquelis Barrios · María Rojas · Ysis Barreto · Wisneiby Machado · Giovanna Blanco |